# Eduard Horak
Eduard Horak, född 22 april 1838 i Holitz, Böhmen, död 6 december 1893 i Riva del Garda vid Gardasjön, var en österrikisk pianist.
Horak grundade tillsammans med sin bror Adolph (1850–1921) i Wien de snabbt uppblomstrande Horakska musikskolorna (med avdelningar i stadens olika kretsar). Tillsammans utgav de en pianoskola och Eduard Horak dessutom Der Klavierunterricht in neue natürliche Bahnen gebracht (1892).